# Commanderie du Breuil-de-Cellefrouin
Pour les articles homonymes, voir Commanderie du Breuil.
Le commanderie du Breuil-de-Cellefrouin est une possession hospitalière anciennement templière située à Cellefrouin, en Charente, au nord-est d'Angoulême. Il n'en reste aucun vestige.

## Historique
Le Temple du Breuil de Cellefrouin était une petite commanderie templière aux origines obscures.
En 1312, à la dissolution de l'ordre du Temple au concile de Vienne, cette maison est passée aux chevaliers hospitaliers de Saint-Jean et fut réunie au XVIe siècle à la commanderie de Villegats.
Vers 1600, l'abbé Nanglard nous informe que Villegats avait aussi sous sa dépendance les temples d'Angoulême, de Vouthon, de Malleyrand, du Breuil, de Malandry et de Vestizons, toutes portant le vocable de Saint-Jean.
Malandry (ou le Malandri), tout proche, était situé sur la route d'Ambernac à Saint-Laurent-de-Céris, dont il n'y a plus de vestiges, a été jointe au Breuil lors de l'union avec Villegats.
D'après l'abbé Nanglard, la chapelle du Breuil était en mauvais état en 1674 et le commandeur « avait été condamné à la restaurer »,.
Après la Révolution les biens du Breuil, répartis entre les communes de Cellefrouin et d'Ambernac,, furent aliénés et la chapelle disparut.

## Description
Il ne reste aucun vestige et seul le nom du Temple que porte le village voisin reste.